# يان جورج إيفرسن
يان جورج إيفرسن (بالنرويجية البوكمول: Jan Georg Iversen)‏ هو دراج نرويجي، ولد في 2 مارس 1956 في كريستيانية في النرويج.

## وصلات خارجية
- يان جورج إيفرسن على موقع أرشيف الدراجات (الإنجليزية)
- يان جورج إيفرسن على موقع إحصائيات الدراجات الإحترافية (الإنجليزية)
- يان جورج إيفرسن على موقع أوليمبيديا (الإنجليزية)